# Naiara Azevedo
Naiara Azevedo (născută Naiara de Fátima Azevedo, n. 31 octombrie 1989, Farol, Paraná, Brazilia) este o cântăreață, compozitoare și instrumentistă braziliană.

## Biografie
Naiara de Fátima Azevedo s-a născut în orașul Farol, în interiorul Paraná, la 30 octombrie 1989. Este fiica lui Iraci Azevedo și Amarildo Azevedo. 
Născută într-o familie umilă, în care unchii, bunicii și verii ei erau muzicieni, de când era mică, influența țării în viața ei a fost întotdeauna foarte puternică. În copilărie și adolescență, ea a cântat într-un cor la o biserică din apropierea casei ei. 
Azevedo a fost crescută la ferma familiei, unde a locuit până la 17 ani.  În acest moment, ea a promovat examenul de admitere și a plecat de acasă pentru a locui singură în orașul Umuarama, unde a studiat Estetică și Cosmetologie, după care a absolvit ulterior cu diplomă postuniversitară. În timpul studiilor universitare, a lucrat în timpul săptămânii drept chelneriță într-un restaurant, iar în weekend cânta în mici spectacole informale în barurile orașului.
În 2012, împinsă de voința sa de a supraviețui din muzică și de a-și valorifica cariera, s-a mutat la Londrina.  În 2013, după ce și-a publicat munca pe internet, a atras atenția industriei muzicale și a înregistrat primul său DVD. În interviuri, ea a dezvăluit că idolii săi sunt duo-ul Chitãozinho & Xororó. 
Naiara Azevedo a cântat în toate statele Braziliei și în unele state ale Statelor Unite, cum ar fi Massachusetts (Boston), New Jersey (Newark), Florida (Orlando), Georgia (Atlanta) și California (Hollywood).

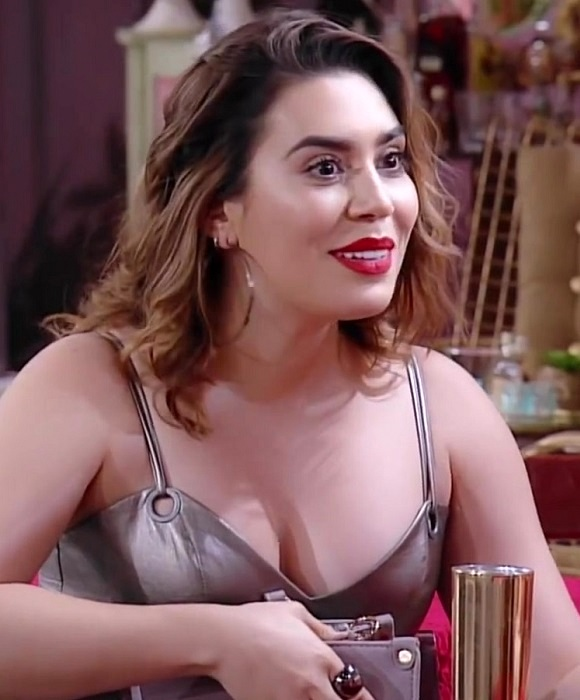
Azevedo participând la sitcomul A Vila (2019)

## Viața personală
La mijlocul anului 2010, a avut o relație cu un băiat cu nume nedezvăluit, despre care a aflat că a înșelat-o. Asta i-a generat inspirația din spatele piesei „50 Reais”, pe care avea să o co-scrie și să o scoată pe piață ulterior.  
Pe 18 octombrie 2016, s-a căsătorit civil și religios cu omul de afaceri Rafael Cabral. Nunta a avut loc la Espaço Memoratto, situat în orașul Goiânia, orașul în care a locuit. Cuplul era împreună din 2012.  El este și managerul ei muzical. Pe 27 august 2021, artista a anunțat că s-a despărțit de Rafael Cabral.